# 新沼
座標: 北緯36度20分58.2秒 東経139度12分38.6秒 / 北緯36.349500度 東経139.210722度
新沼（しんぬま）は、群馬県伊勢崎市本関町の国道462号沿いにある沼。
- 沼中心部に島（無人島）がある。
- 数年前に沼の護岸工事や沼周辺の整備が進められ、公園となっている。
- 沼南岸に県営上植木団地、沼北岸に本関飲料水供給所がある。